# Madingwana
Madingwana – wieś w Botswanie w dystrykcie Southern. Według spisu ludności z 2011 roku wieś liczyła 310 mieszkańców.